# Ares I

Das Ares-Projektlogo

Die Ares I war eine geplante US-amerikanische Trägerrakete. Sie wurde speziell für Starts des Raumschiffs Orion entwickelt und sollte mit diesem zusammen das Space Shuttle als bemannte Rakete ablösen. In ihrer letzten geplanten Konfiguration war es der Ares I möglich, bis zu 24,5 Tonnen in einen niedrigen Erdorbit zu befördern. Zusammen mit ihrer Schwesterrakete Ares V war sie Teil des Constellation-Programms der NASA, das jedoch aufgrund finanzieller Engpässe vorzeitig eingestellt wurde.

## Technik
Die Ares I besitzt zwei Stufen. Die erste Stufe ist eine fünfsegmentige, vom Space-Shuttle-Booster abgeleitete Feststoffrakete, welche von Alliant Techsystems produziert worden wäre. Diese hätte ein als Ammonium Perchlorate Composite Propellant (APCP) bezeichnetes Gemisch aus Ammoniumperchlorat als Oxidator und Aluminium verbrannt und dabei einen Schub von ca. 16 Meganewton erzeugt. Einmal gezündet, lässt sich die Feststoffstufe nicht mehr abschalten und hätte die Rakete während ihrer 126-sekündigen Brenndauer in eine Höhe von etwa 50 km gebracht. In dieser Höhe wäre die erste Stufe abgetrennt worden und ein System aus fünf Fallschirmen hätte für eine sichere Wasserung im Atlantik gesorgt. Dort hätte man sie geborgen und zum Startplatz zurückgeschleppt, wo die Segmente voneinander gelöst worden wären. Sofern die Regelungen es zugelassen hätten, wären sie zur Wiederaufbereitung ins Heimatwerk nahe Brigham City (Utah) geschickt worden, um für einen späteren Flug wiederverwendet zu werden. Der Transport solcher Segmente erfolgt auf dem Schienenweg.
Bei der zweiten Stufe handelt es sich um eine verkleinerte Version des Außentanks des Space Shuttles. Sie ist primär aus einer Aluminium-Lithium-Legierung gefertigt und enthält zwei kleinere Tanks für die Treibstoffe, wobei der obere Tank vor dem Start mit flüssigem Wasserstoff (329 m³ bei 20 K), der untere mit flüssigem Sauerstoff (108 m³ bei 90 K) befüllt worden wäre. Diese Stoffe hätten das J-2X-Triebwerk angetrieben, welches die Rakete in einen niedrigen Erdorbit befördert hätte. Dort wäre nach Brennschluss die Nutzlast direkt oder mit einer individuellen dritten Stufe ausgesetzt worden. Der Tank sollte von Boeing in der Michoud Assembly Facility gebaut und über den Seeweg zum Startplatz überführt werden. Das von Pratt & Whitney Rocketdyne hergestellte Triebwerk wäre erst dort montiert worden.
In der bemannten Konfiguration hätte sich an der Spitze der Rakete eine mit festen Treibstoffen betriebene Rettungsrakete befunden, welche die Mannschaftskapsel im Gefahrenfall schnell von der Rakete wegbeschleunigt hätte.

## Startanlage
Als einziger Startplatz war der Launch Complex 39B des Kennedy Space Centers vorgesehen.

## Entwicklungsgeschichte

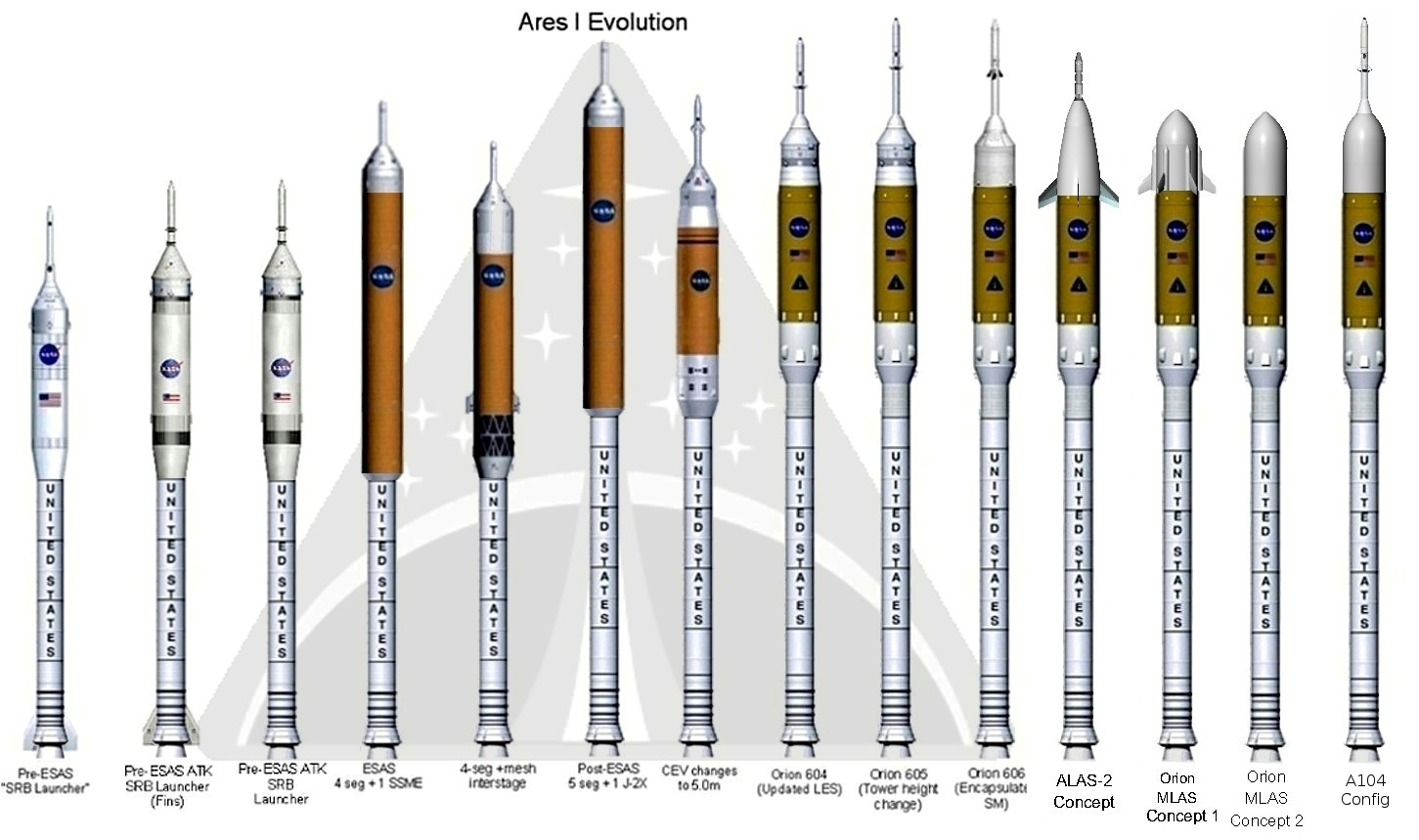
Die Entwicklungsstufen der Ares I

Erste Vorschläge für eine Rakete, welche eine Feststoffrakete als erste Stufe und eine auf Flüssigtreibstoffen basierende zweite Stufe verwendet, stammen bereits aus dem Jahr 1995. Zu jener Zeit führte Lockheed Martin im Auftrag des Marshall Space Flight Center eine Designstudie über künftige potentielle Raketen durch, welche Ähnlichkeiten mit dem heutigen Aussehen der Ares I aufweisen.
Zehn Jahre später begann man, an der Realisierung einer solchen Rakete zu arbeiten. Ursprünglich wurde die Rakete mit einer viersegmentigen Erststufe und einer modifizierten Space Shuttle Main Engine als Antrieb für die Zweitstufe entwickelt. Nach einer ersten Ergebniskontrolle zeigte sich jedoch, dass die Feststoffrakete nicht genügend Schub liefern könne, um die Rakete zu starten. Man kompensierte dieses Problem durch das Hinzufügen des fünften Segmentes und eine Gewichtsreduzierung an der maximalen Nutzlast. Weiterhin entschied man, aus Kosten- und Funktionalitätsgründen die SSME, welche allein rund 55 Millionen US-Dollar kostet und für Zündungen während des Fluges hätte modifiziert werden müssen, durch das J-2X-Triebwerk auszutauschen, welches nur etwa die Hälfte kostet und wiederstartfähig ist.
Am 4. Januar 2007 schloss die NASA den System Requirements Review, einen Test, bei dem die Rakete auf die Bedingungen des Constellation-Programmes getestet wurde, erfolgreich ab. Zeitgleich wurde bekannt, dass die Intertanksektion der zweiten Stufe durch einen Zwischenboden ersetzt wurde, um Gewicht einzusparen.
Der Auftrag für die Produktion der Flugcomputer wurde am 12. Dezember 2007 an Boeing vergeben.
Am 10. September 2009 erfolgte die Erste Zündung des fünfsegmentigen Boosters.
Am 1. Februar 2010 wurde das Projekt zusammen mit dem Constellation-Programm gestoppt.

## Erfolgte und geplante Starts
Hauptartikel: Liste der Constellation-Missionen
Der erste Teststart Ares I-X zu einem suborbitalen Flug war für den 27. Oktober 2009 12:00 UTC geplant. Nach mehreren wetterbedingten Startverschiebungen gelang der Erstflug am 28. Oktober 2009 15:30 UTC. Eingesetzt wurde eine Hauptrakete mit vier aktiven und einem passiven SRB-Segment, die eine inaktive zweite Stufe und Nutzlastdummys vom Startkomplex 39B des Kennedy Space Centers bis in 46 Kilometer Höhe trugen, dabei auf Mach 4,7 beschleunigten und die Stufentrennung erprobte. Bei dem Test sollten die Abläufe der Bodenkontrolle verfeinert und grundlegende Daten über Funktionalität der Hard- und Software gewonnen werden. Insbesondere sollten in der frühen Realisierungsphase realitätsnahe Daten über das systemimmanente Problem der SRB-Eigenresonanzen gewonnen werden.

## Nach der Streichung
Am 31. August 2010 erfolgte die zweite Testzündung des fünfsegmentigen Boosters.
ATK gab Anfang Februar 2011 bekannt, dass es in Zusammenarbeit mit EADS Astrium aus dem als Erststufe für die gestrichene Ares I entwickelten 5-Segment-Booster und einer von Astrium abgewandelten EPC der Ariane 5 als Zweitstufe eine neue Trägerrakete namens Liberty zum kommerziellen Transport von Astronauten für die NASA entwickeln will. Die NASA gab bekannt, dass sie dem Konsortium bei der Entwicklung der Rakete helfen will.

## Technische Daten

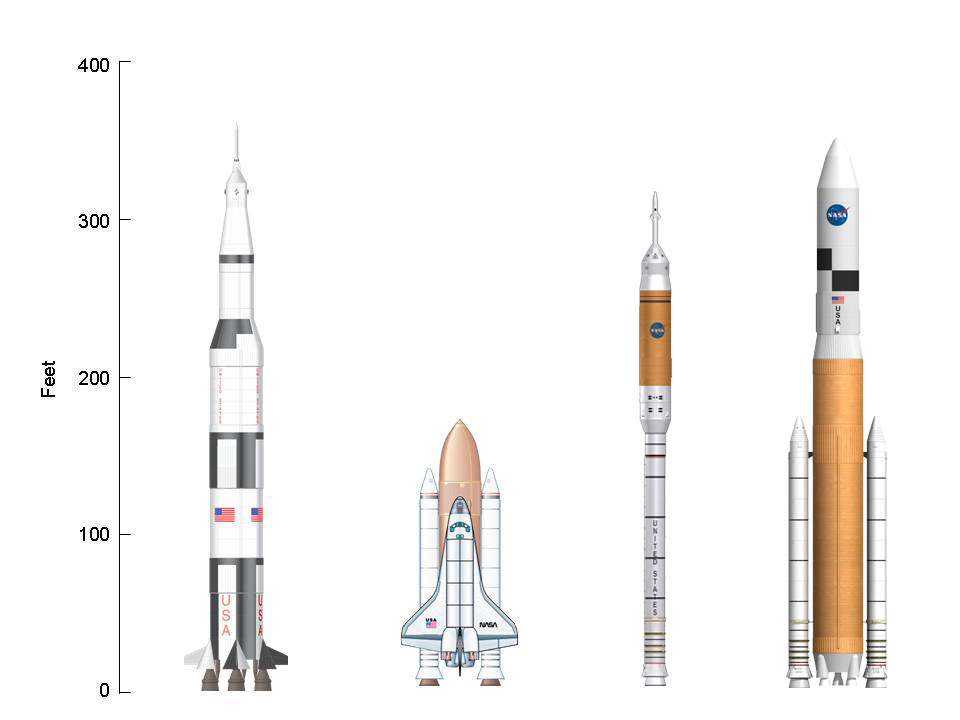
Größenvergleich (v. l. n. r.) von Saturn V, Space Shuttle, Ares I und Ares V

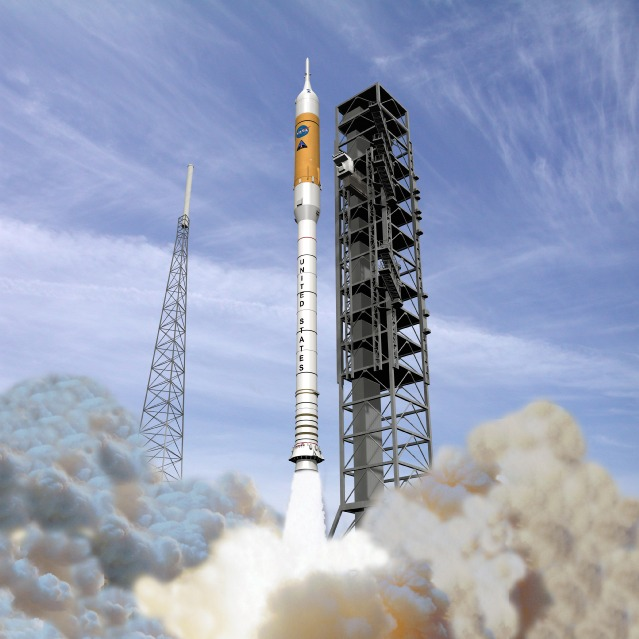
Künstlerische Darstellung eines Ares-I-Starts

| Ares I             | Ares I            |
| ------------------ | ----------------- |
| Startmasse (t)     | 907               |
| Höhe (m)           | 99                |
| Startplatz         | LC-39             |
| Nutzlast (LEO (t)) | 25,49             |
| 1. Stufe           |                   |
| Typ                | Feststoff         |
| Länge (m)          | 52,73             |
| Durchmesser (m)    | 3,66              |
| Masse (t)          | 801               |
| Schub Ø (kN)       | 16014             |
| Brennzeit (s)      | 126               |
| Treibstoff         | APCP              |
| 2. Stufe           |                   |
| Typ                | Flüssigtreibstoff |
| Triebwerk          | J-2X              |
| Länge (m)          | 25,6              |
| Durchmesser (m)    | 5,5               |
| Masse (t)          | 156 (leer 17,5)   |
| Schub Ø (kN)       | 1308              |
| Brennzeit (s)      | ca. 465           |
| Treibstoff         | LOX / LH2         |